# Милерсбург (Кентаки)
Милерзбург (енгл. Millersburg) град је у америчкој савезној држави Кентаки.

## Демографија
По попису из 2010. године број становника је 792, што је 50 (-5,9%) становника мање него 2000. године.
| Група             | 2000.       | 2010.       |
| Белци             | 793 (94,2%) | 738 (93,2%) |
| Афроамериканци    | 29 (3,4%)   | 21 (2,7%)   |
| Азијати           | 0 (0,0%)    | 0 (0,0%)    |
| Хиспаноамериканци | 10 (1,2%)   | 29 (3,7%)   |
| Укупно            | 842         | 792         |